# Neue Hamburger Bibelgesellschaft
Die Neue Hamburger Bibelgesellschaft e.V. (HaBi) ist eine druckende und Bibeln verteilende gemeinnützige Bibelgesellschaft auf dem Gebiet der Evangelisch-Lutherischen Kirchenkreise Hamburg-Ost und Hamburg West-Südholstein. Sie wurde zu Pfingsten 2020 gegründet und kooperiert mit den anderen Bibelgesellschaften auf dem Gebiet der Nordkirche.

## Entstehungsgeschichte
Anlass für die Gründung der Neuen Hamburger Bibelgesellschaft war der Ausbruch des Coronavirus Anfang 2020 in Hamburg und die damit verbundene Quarantäne im Seniorenheim Das Epiphanienhauses der Diakoniestiftung Alt-Hamburg mit der Folge, dass die bis dahin von ehrenamtlichen Prädikanten und Kirchenmusikern gestalteten Gottesdienste aus Schutzgründen nicht mehr stattfinden konnten.
Als kleine Ersatzquelle von Trost und Hoffnung für Heimbewohner entwickelten die Vereinsgründer darauf in Zusammenarbeit mit der Arbeitsstelle Leben im Alter des Ev.-Luth. Kirchenkreises Hamburg-Ost, der Fachstelle Älterwerden des Ev.-Luth. Kirchenkreises Hamburg-West/Südholstein, dem Seniorenheim Das Epiphanienhaus der Diakoniestiftung Alt-Hamburg und vielen Haupt- und Ehrenamtlichen von Hamburger Kirchengemeinden ein ganz auf die Bedürfnisse der Senioren gestaltetes Psalmbuch (Psalter) mit einer seelsorgerischen Psalmauswahl.
Nachdem es aufgrund der positiven Resonanz des ersten Testbuchs zu einer steigenden Nachfrage nach dem Psalmbuch kam und es in Hamburg keine Bibelgesellschaft zur Verbreitung dieses Buches gab, beschlossen die Gründer zu Pfingsten 2020 die Gründung der gemeinnützigen Neuen Hamburger Bibelgesellschaft.
Gründungsvorstände der Bibelgesellschaft sind der Prädikant Peter Will und die Prädikantin Imke Diermann.

## Ziel und Satzungszweck
Das Ziel der Neuen Hamburger Bibelgesellschaft ist die Förderung der Verbreitung und des Gebrauchs der Bibel auf den Gebieten der Kirchenkreise Hamburg-Ost und Hamburg-West/Süd-Holstein und Umgebung sowie die Unterstützung anderer gemeinnütziger Institutionen mit gleichgerichteten Zielen in ihren Regionen.
Ein Tätigkeitsschwerpunkt ist die Stärkung der bibelpädagogischen Arbeit von Kirchengemeinden und diakonischen Diensten und Werken sowie die Herstellung und Verbreitung von zielgruppenspezifischen Bibelteilen, zum Beispiel für Senioren oder Kinder und Jugendliche.
Die Bibelgesellschaft unterstützt und fördert den Gedanken der christlichen Ökumene und des christlich-jüdischen Dialogs sowie die Verwendung gender-gerechter und leicht verständlicher Sprache.
Satzungsgemäße Aufgaben der Neuen Hamburger Bibelgesellschaft sind unter anderem:
1. Beschaffung und Verbreitung von Bibeln und zielgruppenspezifischen Bibelauszügen (insbesondere für Senioren sowie Kinder und Jugendliche);
2. Unterstützung der Kirchengemeinden in Hamburg und Umgebung sowie der Fach- und Arbeitsstellen der Kirchenkreise Hamburg-Ost und Hamburg-West/Südholstein sowie der Diakonie Hamburg und der Pflegediakonie Hamburg-West/Südholstein bei der Konzeption und Durchführung bibelpädagogischer Angebote und Veranstaltungen;
3. Unterstützung von wissenschaftlichen Forschungsarbeiten in den Bereichen der Bibelpädagogik, der Bibelübersetzung und der Entstehungsgeschichte der Bibel;
4. Förderung der weltweiten Verbreitung der Bibel und der gemeinnützigen Weltbibelhilfe.

## Leitbild
Die Bibel als Sammlung heiliger Schriften ist eine seit Jahrtausenden bewährt Quelle von Trost und Hoffnung für Menschen sowie eine Anleitung zu deren Stärkung. Allerdings bedarf es aufgrund des großen Textumfangs der Bibel und der sich teilweise nicht selbst erschließenden Texte für unerfahrene Benutzer einer Einführung und/oder Begleitung durch theologisch geschulte, in der Regel hauptamtliche Fachkräfte wie Pastoren, Diakone, Seelsorger oder Gemeindepädagogen, um die Texte für den Einzelnen mit seinen persönlichen Angelegenheiten nutzbar zu machen. Aus verschiedenen Gründen ist die Anzahl der hauptamtlichen Fachkräfte in der Kirche seit Jahrzehnten rückläufig. Daher bedarf es biblischer Unterstützungsmaterialien zur Entlastung der verbleibenden Fachkräfte und zur Ausbildung von ehrenamtlich tätigen Menschen.
Merkmale der Unterstützungsmaterialien sind eine Vorauswahl der biblischen Texte (Bibelauszug) fokussiert auf die Bedürfnisse bestimmter Zielgruppen (beispielsweise Senioren) sowie die an die Bedürfnisse der jeweiligen Zielgruppe angepasste Präsentation der biblischen Texte (beispielsweise Großdruck).
Die Unterstützungsmaterialien werden zusammen mit Institutionen mit gleichgerichteten Interessen erstellt und verbreitet.

## Gemeinnützigkeit
Die Neue Hamburger Bibelgesellschaft e.V. ist vom Finanzamt Hamburg-Nord mit Bescheid vom 29. Juni 2020 gemäß § 60a Abs. 1 AO unter der Steuernummer 17/450/10765 als gemeinnützig anerkannt.

## Projekte

### Psalmbuch für Senioren
Erstes Projekt der Neuen Hamburger Bibelgesellschaft war die Herausgabe eines bebilderten Psalmbuchs für Senioren in Großdruck, das Weihnachten 2020 in 1. Auflage erschien und an Seniorenheime und Kirchengemeinden in Hamburg und Umgebung verteilt wurde.
Projektpartner sind:
- die Arbeitsstelle Leben im Alter des Ev.-Luth. Kirchenkreises Hamburg-Ost
- die Fachstelle Älterwerden des Ev.-Luth. Kirchenkreises Hamburg-West/Südholstein
- das Seniorenheim Das Epiphanienhaus der Diakoniestiftung Alt-Hamburg.

Das Buch zeichnet sich durch gute Lesbarkeit und anschauliche Sprache aus. Die ausdrucksstarken Meditationsbilder wurden von der Hamburger Malerin und Illustratorin Stefanie Kühl gemalt.

### Liederbuch für Senioren
Für 2021 ist die Herausgabe eines Liederbuchs für Senioren geplant.

## Veröffentlichungen
- Meine Zuversicht und meine Burg. Ausgewählte Psalmen für Seniorinnen und Senioren in Großdruck mit Meditationsbildern, zusammengestellt von Hans-Christoph Goßmann und Peter Will, gestaltet von Alke Diekmann und Peter Will, mit Bildern von Stefanie Kühl, Hamburg: Neue Hamburger Bibelgesellschaft e.V. 2020.